# Sinagoga Jakob Glanzer di Leopoli
La sinagoga Jakob Glanzer di Leopoli, costruita nel 1842-1844, è con la Sinagoga Beis Aharon V'Yisrael di Leopoli una delle sole due sinagoghe di Leopoli ad essere sopravvissuta alle distruzioni dell'Olocausto. Usata dalle truppe tedesche come deposito e stalla tra il 1941 e il 1944, fu l'unica sinagoga a riaprire al culto nel dopoguerra fino al 1961 quando fu anch'essa confiscata dalle autorità sovietiche e trasformata in palestra. Nel 1989 la proprietà fu restituita alla comunità ebraica. È oggi sede di un centro culturale ebraico.

## Storia e descrizione
A Leopoli, crocevia di popoli e religioni come indicato anche dai suoi nomi nelle lingue delle sue diverse etnie (Lviv, Lvov, Lemberg, Львів, Львов, Leopolis), si sviluppò sin dal XVI secolo una delle maggiori comunità ebraiche d'Europa attorno alla sinagoga della Rosa d'Oro di Leopoli nel centro cittadino e alla sinagoga grande periferica di Leopoli nel quartiere suburbano di Cracovia.
Lo sviluppo del movimento cassidico alla fine del Settecento spostò gli equilibri tradizionali. Nel 1791 la comunità cassidica costruì una prima sinagoga in legno, che solo nel 1883 sarebbe stata quindi sostituita da un edificio in muratura, la sinagoga Beit Chasidim di Leopoli, distrutta nel 1941.
La sinagoga Jakob Glanzer, edificata nel 1841-1844 nel quartiere suburbano di Cracovia, fu la seconda grande sinagoga cassidica costruita in città. Deve il suo nome al ricco mercante che ne finanziò la costruzione.
Prima della seconda guerra mondiale esistevano a Leopoli decine di sinagoghe al servizio di una comunità locale di oltre 100.000 abitanti, un terzo dell'intera popolazione della città. Con lo scoppio della seconda guerra mondiale il numero raddoppiò nel 1939-40 con l'arrivo di 100.000 rifugiati dalla Polonia occupata.
L'invasione tedesca nel 1941 portò con sé la distruzione delle sinagoghe e lo sterminio dell'intera popolazione ebraica, di cui solo poche decine di persone sopravvissero.
Anche la sinagoga Jakob Glanzer fu saccheggiata, ma non venne demolita, perché usata come deposito di munizioni e stalla per i cavalli durante tutto il periodo dell'occupazione tedesca, dal giugno 1941 al luglio 1944. Alla fine della guerra, delle oltre 50 sinagoghe di Leopoli erano rimasti solo gli edifici semidistrutti della sinagoga Jakob Glanzer e della Sinagoga Beis Aharon V'Yisrael.
Riparata alla meglio, la sinagoga Jakob Glanzer fu dal 1945 al 1961 l'unica sinagoga operante in città, fino a quando fu anch'essa confiscata dalle autorità sovietiche, smantellata e trasformata in palestra. Solo nel 1989, con l'indipendenza dell'Ucraina, la sinagoga venne restituita alla proprietà della comunità ebraica. Restaurata nel 1990, è oggi sede del centro di cultura ebraica Sholom Aleichem.